# My Life Has Been Saved
My Life Has Been Saved is een nummer van de Britse rockband Queen. Het nummer is de vijfde track op het album Made in Heaven, het postume Queen album dat na het overlijden van zanger Freddie Mercury uitkwam in 1995. Het nummer werd al in 1989 opgenomen en was bedoeld voor het album The Miracle, maar kwam uiteindelijk terecht als B-kant voor de single Scandal. Het nummer is geschreven door bassist John Deacon, maar toegeschreven aan Queen. Voor de Made in Heaven-versie van het nummer werd de muziek opnieuw ingespeeld door de overgebleven  Queenleden Brian May, Roger Taylor en John Deacon.